# Kempele gamla kyrka
Kempele gamla kyrka är den första kyrkan för den evangelisk-lutherska församlingen i Kempele. Den finns nära Kempele centrum på Kirkonmäki (Kyrkbacken). Kyrkan hör till de viktigaste byggda kulturmiljöerna i Finland.
Museiverket har föreslagit att den skall upptas som ett världsarv på grund av sina blockpelare. 

## Historia
Kyrkan byggdes mellan 1688 och 1691. Det påbörjades utan beslutet från kronan. När kyrkan invigdes den 18 oktober 1691 var Kempele fortfarande en del av Limingo församling. Kempele fick kapellförsamlingsrättigheter 1774 och avskildes som självständig församling 1899 efter separeringen av socken och kommun.

## Arkitektur
Kyrkan är en långkyrka med blockpelare, men vapenhuset på södra sidan och sakristian på norra sidan skapar en illusion av att den är en korskyrka. Matti Härmä, kyrkobyggare från Tyrnävä, var kyrkans konstruktör och byggledare.
Tornets spira har samma utformning som Pedersöre kyrka.

### Målningar
Den österbottninska kyrkomålaren Michael Toppelius målade vägg- och takmålningar samt porträtten på predikstolen mellan 1785 eller 1786 och 1795. Den första klockstapeln har förstörts. Den nuvarande färdigställdes 1769. Byggherre var Heikki Väänänen.

### Kyrkogården
Runt kyrkan finns en kyrkogård, vars äldsta gravar är från slutet av 1700-talet. Det finns totalt cirka 150 äldre gravar i gravvalven under kyrkan. Förmögna bönder eller andra betydelsefulla personer begravdes i kyrkan. Begravningarna i kyrkan upphörde 1796.

### Ny kyrka
När Kempele församling växte blev den gamla kyrkan med 180 platser för liten. Den nya Trefaldighetskyrkan byggdes intill den gamla kyrkan och invigdes den 8 augusti 1993. Den gamla kyrkan används främst under sommaren för bröllop och andra familjehögtider.

## Artefakter
Kyrkan har mässingslampetter och en ljuskrona från 1694 till 1725. I sakristian finns en glasvitrin med gamla bevarade föremål t.ex. de färgkoppar av näver som Michael Toppelius använde. 

## Toppelius målningar i Kempele kyrka

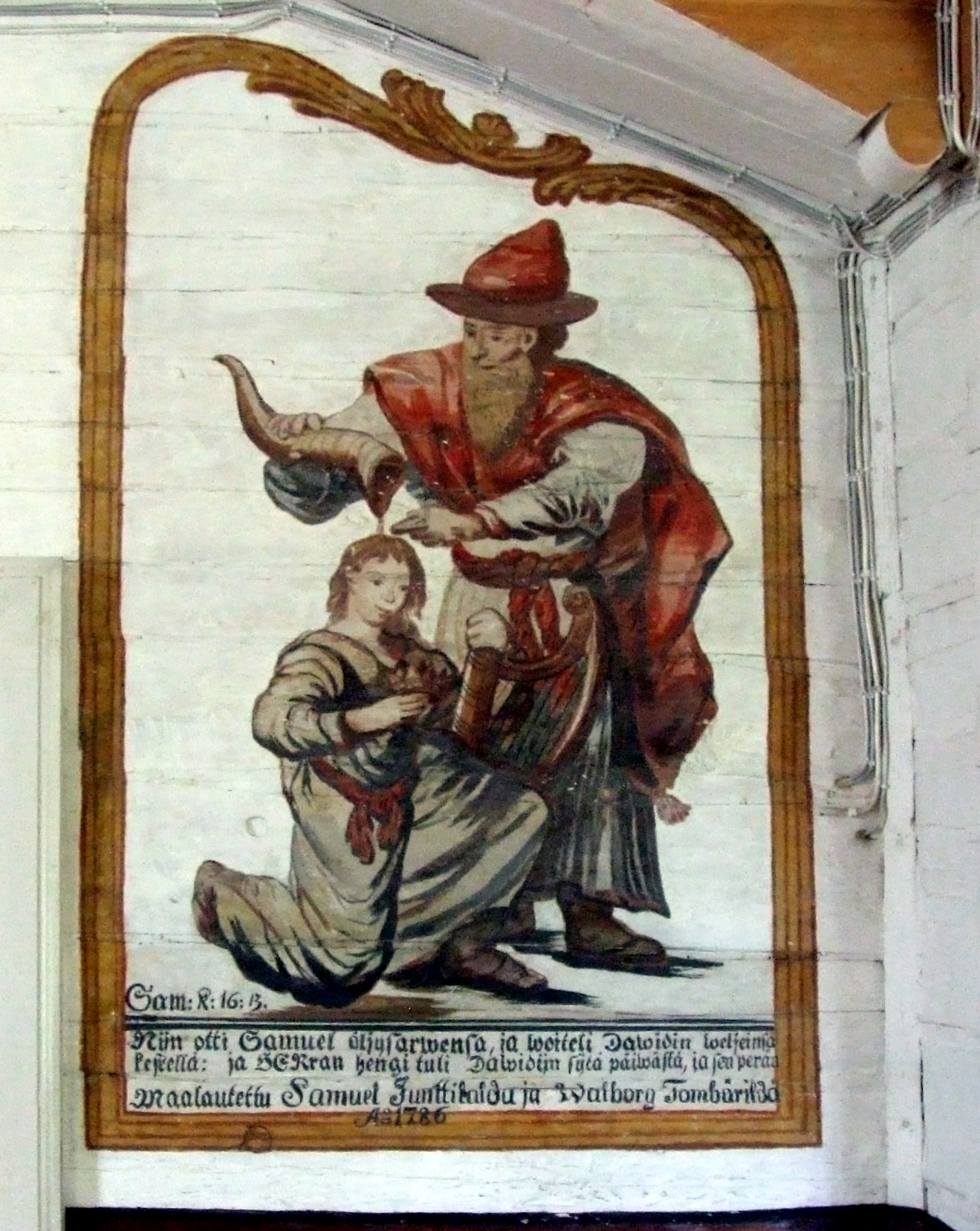
Samuel smörjer David
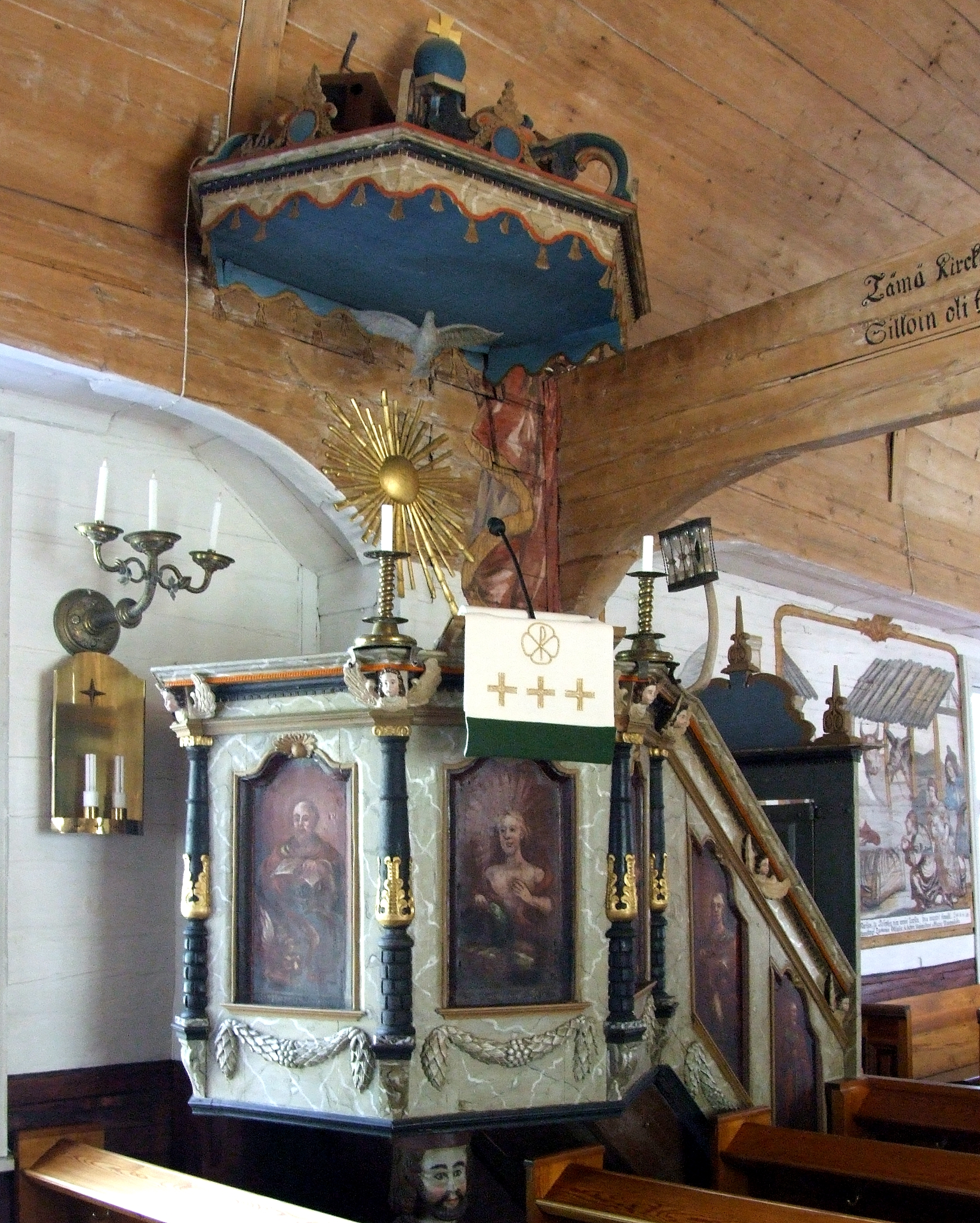
Predikstolen i den gamla kyrkan i Kempele
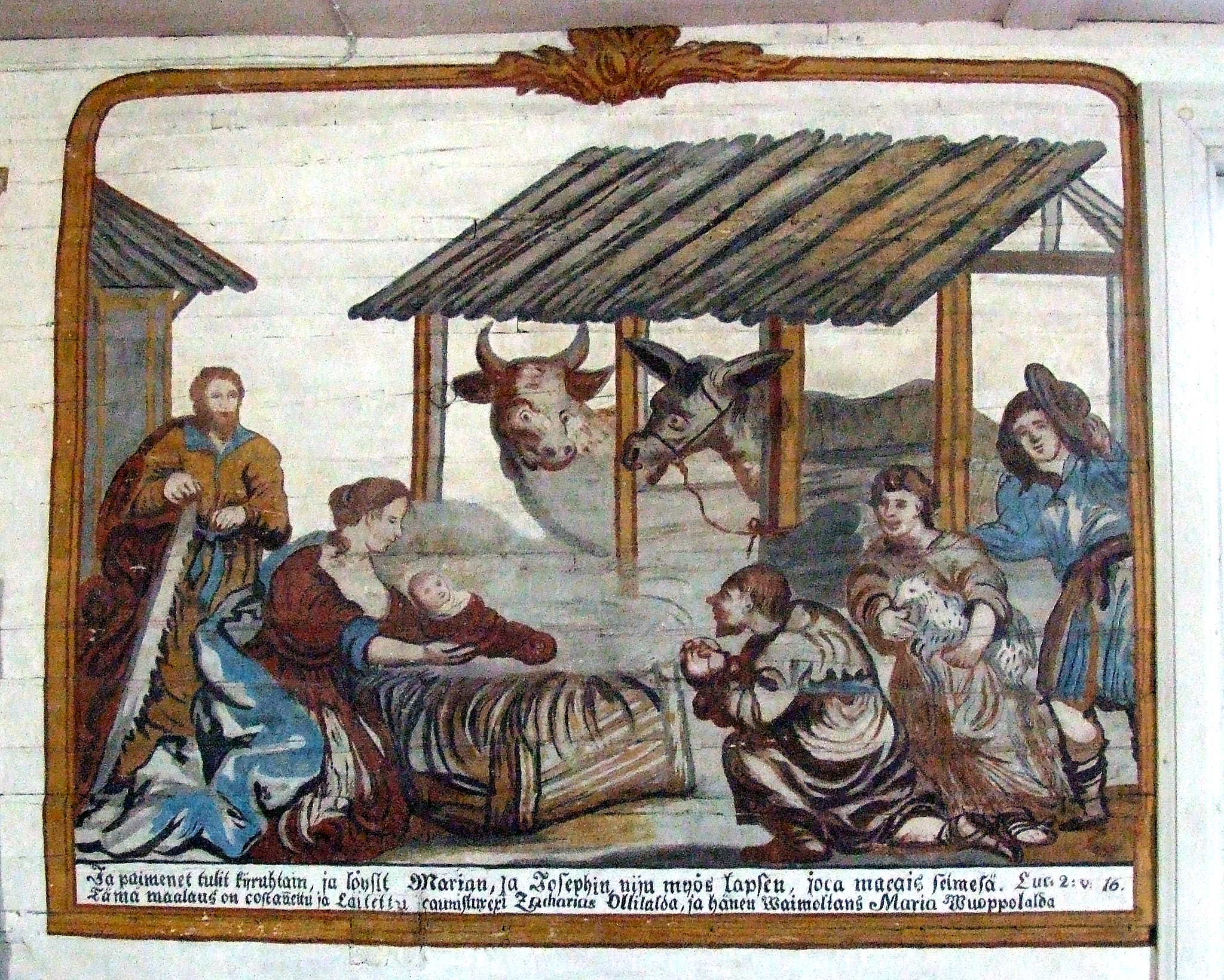
Herdarna böjer knä för Jesusbarnet
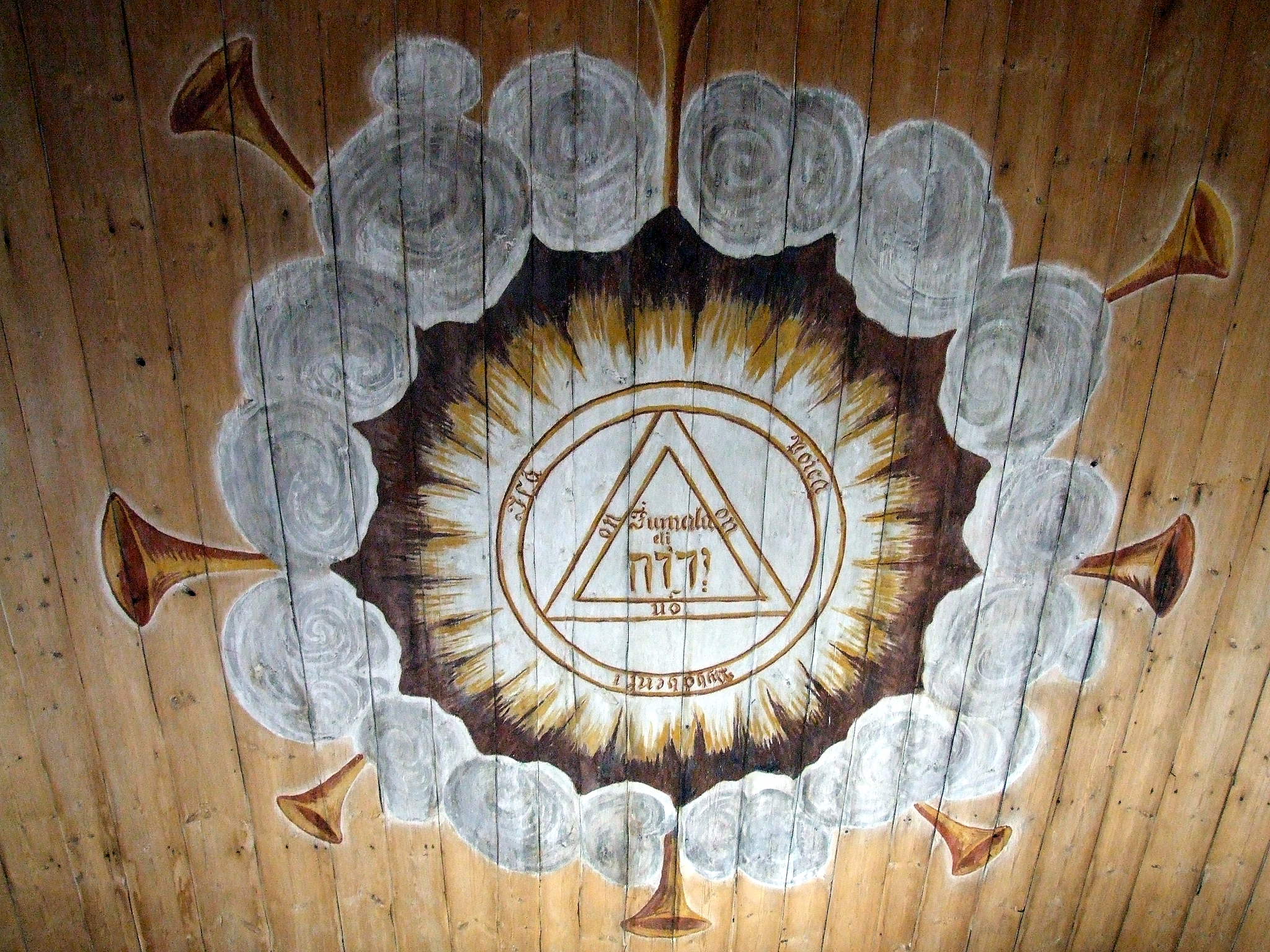
Jahves monogram